# 浙江省電話局舊址

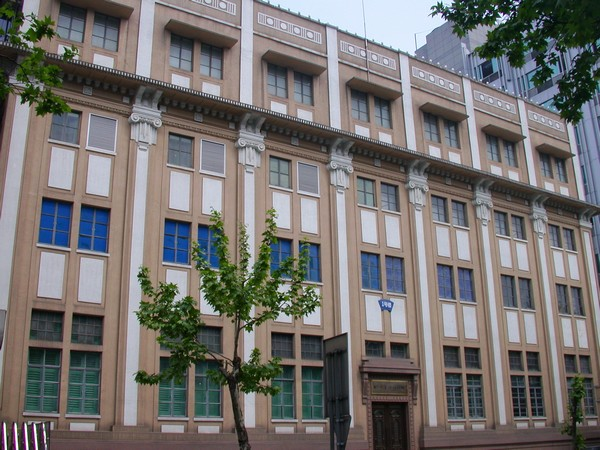

浙江省電話局舊址是位於中华人民共和国浙江省杭州市上城區惠興路10號的建築，外觀是現代主義風格。竣工於1930年。該建築現在作為杭州電信陳列館使用。